# 독일어 문장 유형
독일어 문장 종류(Satzart), 문장 유형(Satztyp), 문장 서법(Satzmodus)은  언어학의 개념으로 전형적인 의사소통 기능에 따른 문장 형태의 구분을 말한다(그것의 행위 목적, (표면적인) 발화수반행위적 기능(illokutiven Funktion) 혹은 표현된 언어 행위(Sprechakt)).
하나의 문장으로 특히 하나의 표현이 들어맞고, 하나의 요청(하나의 지시나 부탁)이 진술되거나 하나의 의문이 제기될 수 있다. 그런 까닭에 다음과 같이 구분되어야 한다.
- 평서문(Aussagesatz), 혹은 선언문(Deklarativsatz), 확언문(Konstativsatz), 단언문(Assertionssatz)
- 의문문(Fragesatz 혹은 Interrogativsatz)
- 요청문(Aufforderungssatz) 혹은 지시문(Befehlssatz) 혹은 명령문(Imperativsatz).

많은 문법학자들은 문장 서법의 다양성을 다음까지 확장했다.
- 감탄문(Ausrufesatz 혹은 Exklamativsatz)
- 소망문(Wunschsatz 혹은 Desiderativsatz, Optativsatz)

이에 따라 한 문장의 (표면적인) 문법적 문형과 그때마다 활동적인 발화수반행위적 기능은 구분해야 한다. 가령 한 의문문은 하나의 지시를 내리는 역할을 맡을 수 있다.
그 경우, 문장 종류 개념은 화용론적 기능(pragmatische Funktion)과의 연관성을 지시하는 구두법(Einteilung)을 의미한다. 그에 따라 문장 종류 개념은 주문장(Hauptsatz)에만 관련된다. 이와 반대로, 문법적 문형은 부문장(Nebensatz)에 있어 구분할 수 있다. 그리하여 내포된 의문문이 존재한다.(간접의문)

## 같이 보기
- V1 어순
- 겸자구조
- 독일어
- 독일어 관사
- 독일어 대명사
- 독일어 동사
- 독일어 동사활용
- 독일어 명사
- 독일어 명사화
- 독일어 문법
- 독일어 문장 구조
- 독일어 문장 유형
- 독일어 발음
- 독일어 병렬 생략
- 독일어 부사구
- 독일어 불변화사 목록(1996년 정서법 개정안)
- 독일어 양태불변화사
- 독일어 접두사동사 및 불변화사동사
- 독일어 접속법
- 독일어 정서법
- 독일어 주어 내부 생략
- 독일어 태
- 독일어 형용사
- 독일어 환치사